# This Means War EP
Il 12 novembre 2013, Sleepthief ha commercializzato il primo singolo estratto dal prossimo full-length "Mortal Longing". 
Il singolo, titolato "This Means War" ha alla voce Joanna Stevens e nella versione EP ha un sound diverso da quello a cui il produttore statunitense era solito ispirarsi. 
Il video è stato girato in una villa nello stato dello Utah ed è una metafora dei problemi di coppia rappresentati attraverso la lotta tra gli androidi.

## Tracce
- This Means War (Psychosomatic Video Mix) [feat. Joanna Stevens]
- This Means War (Noonatac Ceasefire Remix) [feat. Joanna Stevens]
- This Means War (Digital Quest Blaster Mix) [feat. Joanna Stevens]
- This Means War (Jamie Myerson Remix) [feat. Joanna Stevens]
- This Means War (L.A.B First Mix) [feat. Joanna Stevens]
- This Means War (Martron Remix) [feat. Joanna Stevens]
- This Means War (Elu Evolution Mix) [feat. Joanna Stevens]

Il singolo è disponibile su Itunes, Amazon e CDBaby.